# Tempel van Mars Ultor
De tempel van Mars Ultor (Latijn aedes Martis Ultoris; "Tempel van Mars de Wreker") was de belangrijkste tempel die ten tijde van Augustus in Rome werd gebouwd .

## Bouw en binnenkant

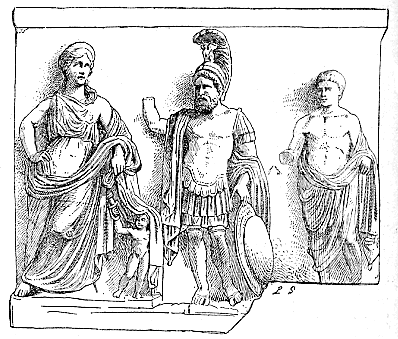
Mars Ultor met baard leunt op zijn lans. Amor geeft Mars' zwaard aan de elegant geklede Venus, de geliefde van Mars. Aan zijn rechterkant staat de vergoddelijkte Caesar. (reliëf uit Carthago, Bardo museum, Algiers).

De tempel was opgetrokken uit wit marmer uit Carrara en werd aan drie kanten omgeven door een zuilengang met acht zuilen per kant. De achterkant was aangebouwd tegen de muur, die het Forum Augusti van de wijk Subura scheidde. Een beeldengroep op een sokkel van Egyptisch albast stond in het midden van de tempel. Mars Ultor had een baard en leunde op zijn lans. Amor gaf Mars' zwaard aan de elegant geklede geliefde van Mars, Venus.
In de cella werden het zwaard van Julius Caesar en insignia van de legioenen bewaard. De vloer was bont betegeld met alle marmersoorten uit het Middellandse Zeegebied. Twee van de vier exedrae hadden nissen met standbeelden. In de noordwestelijke exedra stonden standbeelden van de gens Julia rond Julus. In de andere stonden beelden van voorname succesvolle generaals, bekende politici en principes senatus met Romulus als centrale figuur. Twee exedra die naar het Forum van Caesar gericht waren moesten plaatsmaken voor het Forum Transitorium en Forum van Trajanus. De beelden uit deze gesloopte exedrae werden verplaatst naar de nieuwe fora.

## Aanleiding

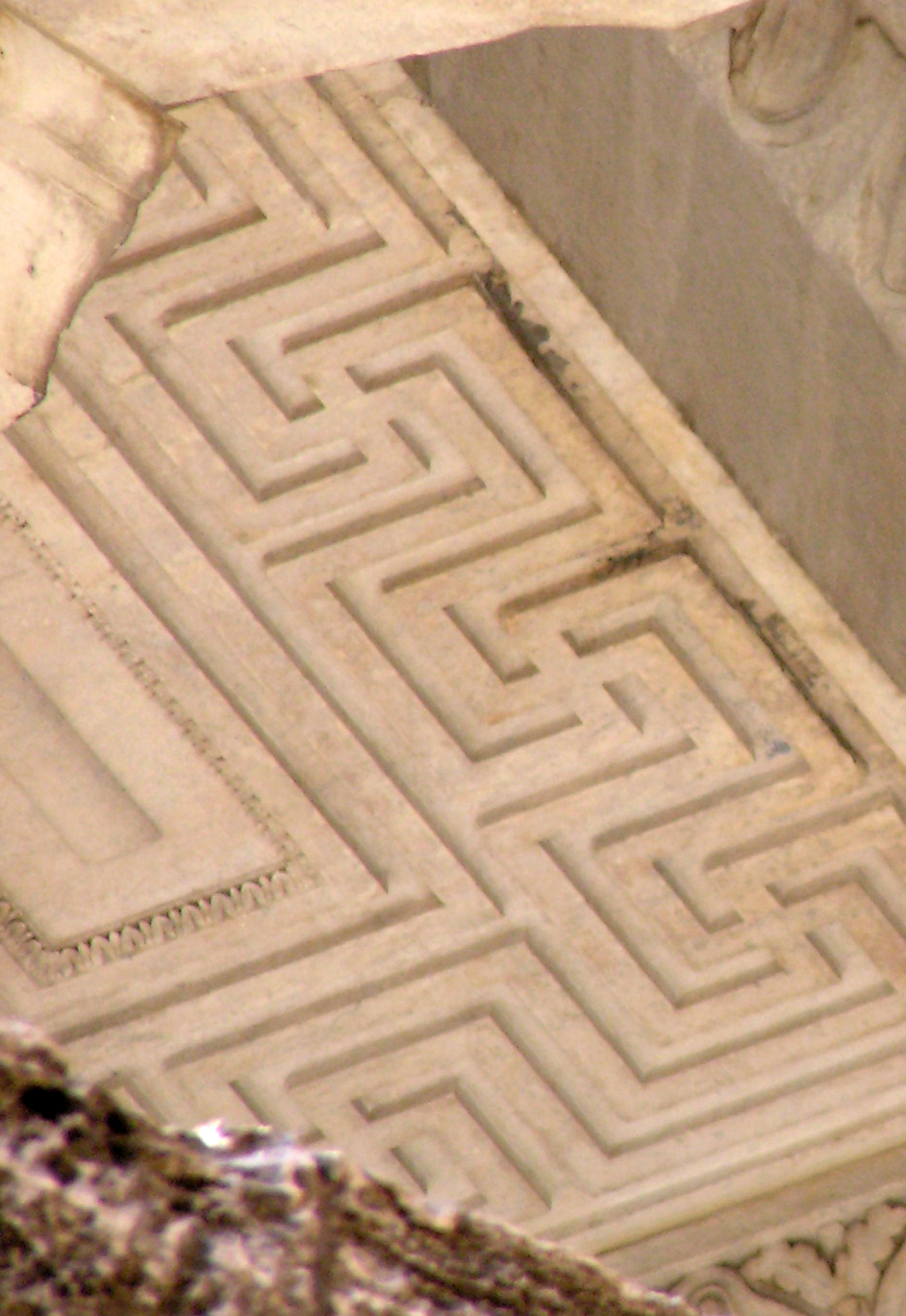
Meandermotief op het plafond van de tempel van Mars Ultor.

Octavianus had Mars Ultor ("Mars de Wreker") deze tempel beloofd bij de dubbelslag bij Philippi (42 v.Chr.), als Mars hem zou helpen zijn adoptievader Julius Caesar te wreken. In 2 v.Chr. wijdde Octavianus de tempel in, die op private grond binnen het pomerium gebouwd was. Voordien werd Mars altijd buiten de heilige grenzen van Rome geweerd, behalve het sacrarium Martis in de Regia.
De bouw begon in 42 v.Chr., maar in 20 v.Chr. was de tempel nog niet af. In dat jaar gaven de Parthen de insignia van Crassus terug. Om deze veldtekenen op te slaan zag Augustus zich genoodzaakt een tempeltje voor Mars (templum Martis Ultoris) te bouwen op het Capitool. Toen hij het Forum Augustum samen met de tempel in 2 v.Chr. inwijdde, waren ze nog steeds niet af. Volgens Suetonius dwong plaatsgebrek op het Forum van Caesar en het Forum Romanum Augustus hiertoe.

## Rijksideologie
De tempel van Mars Ultor speelde een belangrijke rol in de rijksideologie. Augustus bezocht de tempel regelmatig met zijn kleinzonen om hen de standbeelden van grote Romeinen in de voorhof te laten zien. Ook rekruten en dienstplichtigen moesten een bezoek brengen aan de tempel, evenals ten strijde trekkende veldheren. De standbeelden dienden als exempla (voorbeelden) van Romeinse virtus (mansmoed) voor de jeugd. Bovendien moest de bontgekleurde vloer met marmer uit het hele rijk de geweldige omvang van het Imperium Romanum en de macht van zijn princeps in herinnering brengen.
Augustus instrueerde de senaat om voortaan in deze tempel de bellis triumphisque (over oorlog [en vrede] en triomftochten) te vergaderen. Alle magistraten van een provincia cum imperio (Romeinse provincie met een militair gezag) dienden vanuit de tempel met hun gevolg naar hun provincie te vertrekken. Overwinnaars moesten de insignia triumphorum ("eretekens van de triomf") aan deze tempel schenken. Augustus kende voortaan aan elke generaal die een triomftocht hield of de triomfale eretekenen ontving een standbeeld toe. De verslagen vijanden legden hun eed van trouw af in deze tempel. Bovendien hielden de equites hier voortaan hun jaarlijks diner. Romeinse jongemannen werden op de dag dat ze de mannentoga (toga virilis) aantrokken door familie en vrienden hierheen begeleid, waarschijnlijk om hun eerste offer als volwassene te brengen. De aedes Martis Ultoris was uitgegroeid tot dé "place-to-be" in Rome.

## Na Augustus
In 19 n. Chr. liet Tiberius twee triomfbogen optrekken, één aan beide zijden van de tempel, ter ere van de overwinningen van Drusus en Germanicus in Germania. Het Forum Augusti werd later door Hadrianus gerestaureerd en vermeld in de Notitia (Reg. VIII en app.). De tempel zelf wordt vermeld in twee inscripties en elders.
Hoelang het forum door de gerechtshoven werd gebruikt is niet bekend. Wel hebben Claudius en Traianus hier recht gesproken, maar de bouw van het Forum Traiani deed waarschijnlijk afbreuk aan het belang van alle andere fora.
Ten minste één keer vierde Augustus het festival van Mars op zijn forum, namelijk na een overstroming van de Tiber. De Fratres Arvales offerden hier aan Mars Ultor, Salus en de genius van de princeps.

## Antieke bronnen
- Augustus, Res Gestae divi Augusti 21.
- Suetonius, Augustus 29.1-3; Claudius 33.1.
- CIL VI 8709:

| D(is) M(anibus) T(ito) FLAVIO AUG(usti) LIB(erto) LIBERALI AEDITUO AED(em) MARTIS ULTORIS CLAUDIA EXOCHE CONIUGI BENEMERENTI ET SIBI FECIT VIXIT ANN(os) LVII | Aan de geesten van de onderwereld Voor Titus Flavius Liberalis vrijgelatene van Augustus en tempelbewaarder van het godshuis van Mars Ultor liet Claudia Exoche voor haar echtgenoot die dit verdient en voor haarzelf dit (opschrift) maken hij leefde 57 jaar |